# Хеньо
Хеньо (кор. 해녀, дослівно жінка моря) — у Кореї професійна пірнальниця, яка заробляє на життя видобутком молюсків та інших делікатесів з морського дна. Найвідоміші хеньо південнокорейського острова Чеджу.
На даний час у зв'язку з трансформаціями в південнокорейській економіці і способі життя корейців, професія хеньо вимирає, залишаючись, при цьому, значимим елементом культури і однією з туристичних пам'яток острова Чеджу. У 1960-ті роки чисельність хеньо на Чеджу досягала 30 тисяч, однак на початку XXI століття тут залишилося не більше 5 тисяч хеньо, причому більшості було понад 60 років.

## Історія
Точний час появи професії хеньо невідомий, проте документальні свідчення про їхнє існування відносяться вже до XVII століття. Одне з перших описів хеньо з Чеджу належить голландському мандрівникові Хендріку Хамелю, який провів зі своєю командою 13 років у Кореї після корабельної аварії, яка сталася в 1653 році. Робота по збору морепродуктів в середньовічній Кореї вважалася однією з найменш престижних професій. Займалися нею тільки жінки, багато з яких були єдиними годувальниками в сім'ї. Уряд династії Чосон обкладала хеньо податками, які виплачувалися з їх вилову. Лише частина продукції йшла в їжу. В епоху японського колоніального управління становище хеньо дещо покращилося, оскільки зібрані ними морепродукти високо цінувалися японськими гурманами. На початку XX століття чисельність хеньо перевищила 10 тисяч осіб. Експорт до Японії ріс і в 1960-х роках культура хеньо досягла свого розквіту. У той час цю професію обрало 20% мешканок Чеджу.
Проте починаючи з 1970-х років почався занепад професії хеньо. Серед причин занепаду відзначають загальне підвищення рівня життя в країні, перепрофілювання сільського господарства острова на вирощування мандаринів і конярство, розвиток туризму, а також створення ферм, які займаються вирощуванням водоростей. Хеньо не змогли пристосуватися до цих змін і їх чисельність пішла на спад, оскільки молоді жінки острова перестали вибирати для себе цю професію.

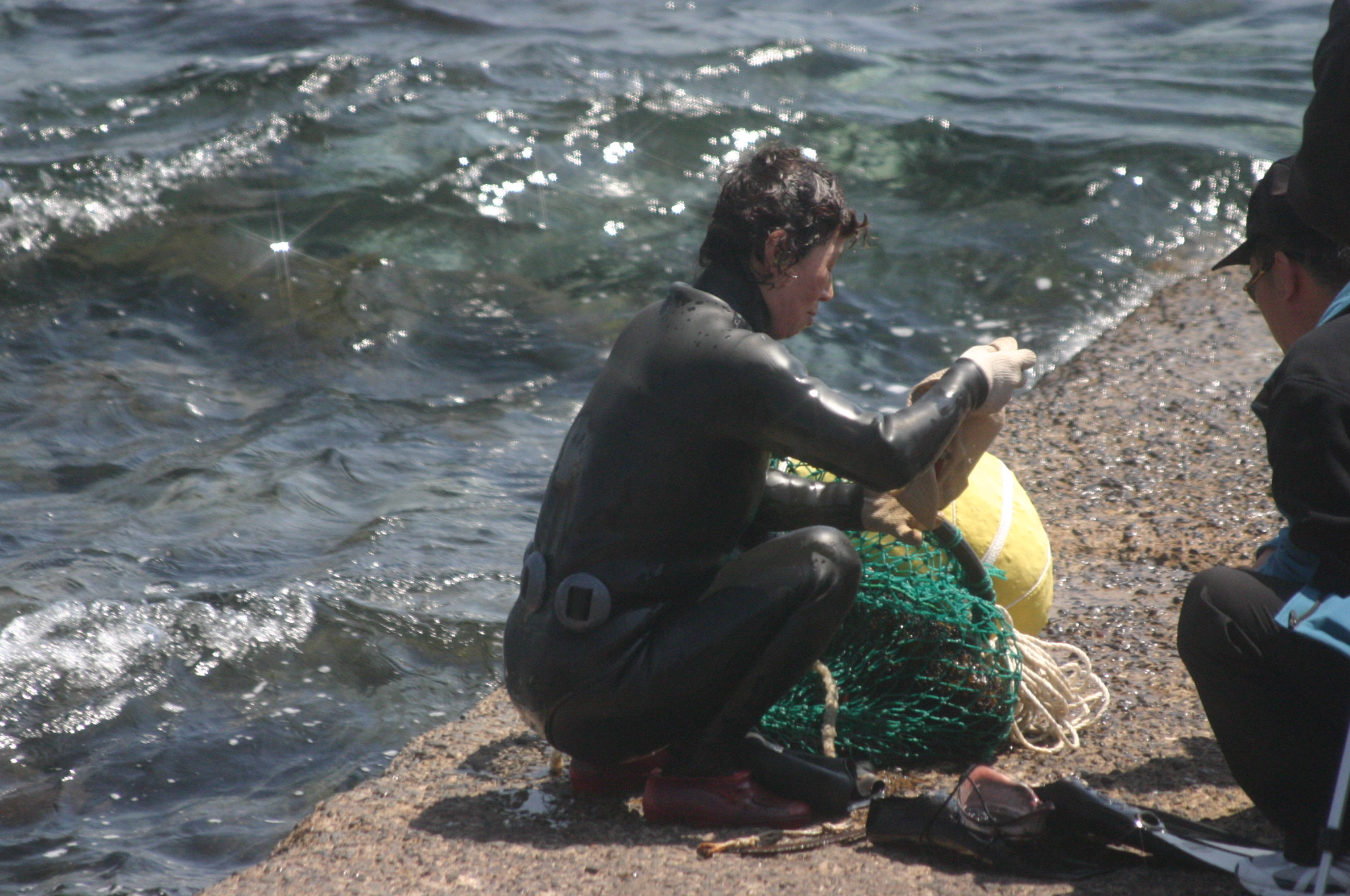
Сучасна Хеньо

На початку XXI століття хеньо вважаються вимираючою професією. За 50 років їх чисельність скоротилася вшестеро, більшість з них старше 60 років. З основи економіки острова хеньо перетворилися на туристичну пам'ятку. Уряд Південної Кореї піклується про збереження культури хеньо, зокрема, в 2006 році на Чеджу був відкритий музей хеньо, створена спеціальна школа, в якій можна навчитися цій професії — безкоштовний курс навчання триває 4 місяці.

## Опис
Більшість хеньо занурюється на глибину близько 3-5 метрів, проте найкращі працюють на глибинах до 20 метрів. Ніякого спеціального устаткування хеньо не використовують, за винятком гідрокостюма і маски для пірнання. Працюють в групах, затримуючи дихання при зануренні на кілька хвилин. На чолі групи стоїть найдосвідченіша хеньо. Основний улов — різні морські безхребетні, що вважаються делікатесом у країнах Східної Азії, а також харчові водорості. Знаряддя праці нирців — металеві скребки, за допомогою яких вони збирають улов з вулканічних каменів прибережної смуги острова в спеціальні кошики.